# ابراهیم ابن ابی‌العافیه
ابراهیم بن موسی بن ابی‌العافیه (؟ - ۹۶۱م) دومین امیر مکناسی بود. پس از درگذشت پدرش موسی بن ابی‌العافیه، با او بیعت شد، ۳۴۱ق. به هنگام امارات او، وضعیت مغرب در اضطراب بود و او چندان توانست آرامش برقرار سازد.